# سوني مايو
سوني مايو (بالإنجليزية: Sonny Mayo)‏ هو موسيقي أمريكي، ولد في 16 يوليو 1971 في واشنطن العاصمة في الولايات المتحدة.